# Poumon vert
Poumon vert (titre original : Breathmoss) est un roman court de science-fiction de Ian R. MacLeod paru en 2002 puis traduit en français et publié aux éditions Le Bélial' en 2017.

## Résumé
Jalila, une jeune adolescente vivant sur la planète Harbara, quitte ses montagnes natales de Tabuthal pour la ville côtière d'Al Janb en compagnie de ses trois mères. Elle crache peu après son arrivée le poumon vert qui lui permettait de mieux respirer sur ces hauteurs.
Dans cette ville, Jalila rencontre un jeune adolescent, le premier homme qu'elle ait jamais vu car la société harbarienne est uniquement composé de femmes. Ensemble, ils découvrent la présence d'une Tariqa, une femme venue d'une autre planète et qui pilote des vaisseaux parcourant des distances gigantesques dans l'espace connu. Cette possibilité de quitter sa planète et de s'affranchir ainsi des codes et des carcans existant dans sa société ne laisse pas la jeune adolescente indifférente.